# Barleriola solanifolia
Barleriola solanifolia är en akantusväxtart som först beskrevs av Carl von Linné, och fick sitt nu gällande namn av Oerst.. Barleriola solanifolia ingår i släktet Barleriola och familjen akantusväxter. Inga underarter finns listade i Catalogue of Life.